# 香港仔賽馬會診療所

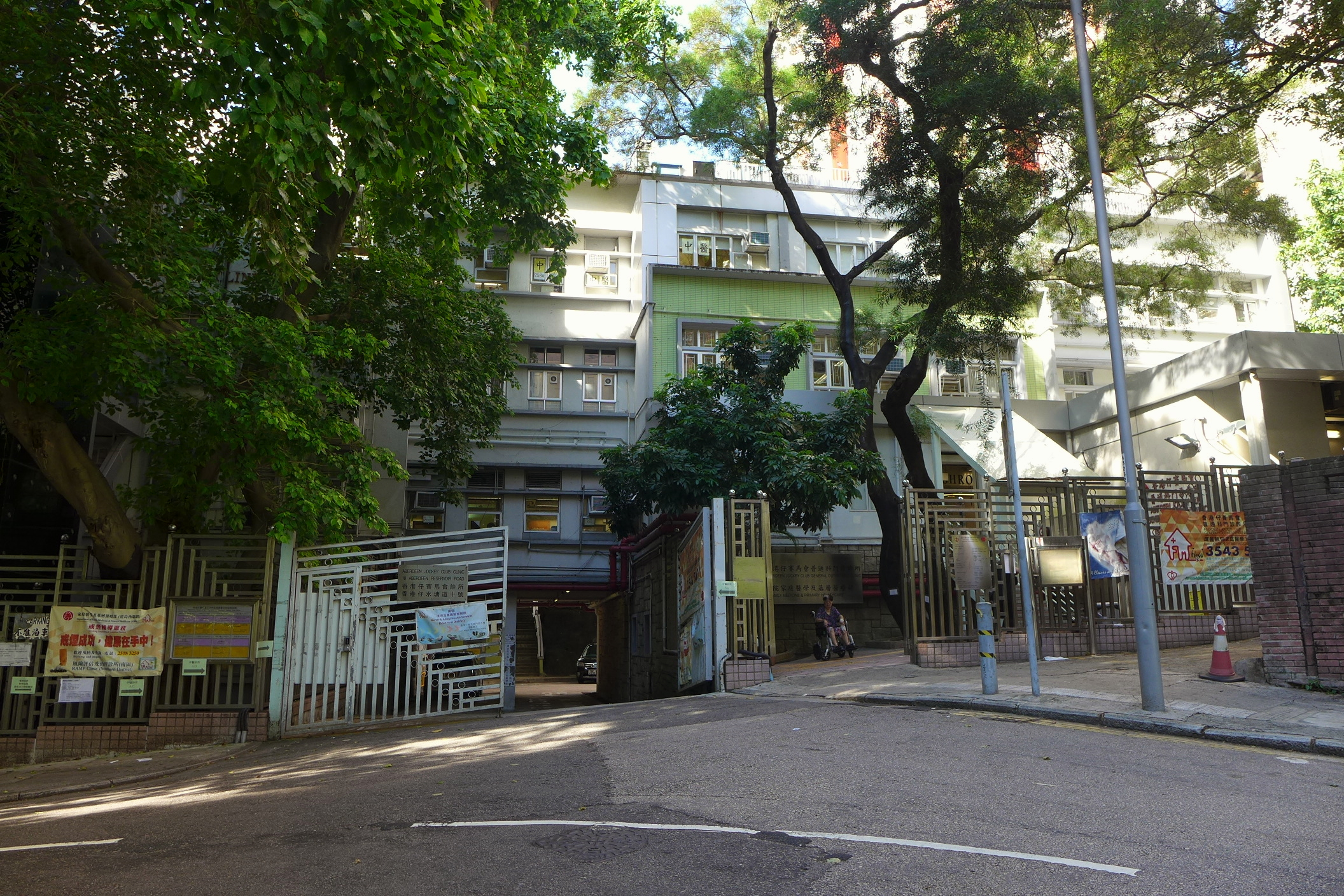
香港仔賽馬會診療所

香港仔賽馬會診療所（英語：Aberdeen Jockey Club Clinic）是醫管局及衛生署轄下的診所，位於香港島南區香港仔水塘道10號，是一系列於五十到六十年代由香港賽馬會資助興建的公共診所之一。診療所內設有普通科門診（設有電話預約、夜間、星期日及公眾假期門診服務）、社康護理服務、香港仔長者健康中心及香港防癆會-香港大學中醫診所暨教研中心(南區)。

## 外部連結
- 醫管局：普通科門診 （页面存档备份，存于）
- 醫管局：社康護理服務 （页面存档备份，存于）
- 衛生署：母嬰健康院
- 衛生署：長者健康服務網站 （页面存档备份，存于）